# Adesmia verrucosa
Adesmia verrucosa är en ärtväxtart som beskrevs av Franz Julius Ferdinand Meyen. Adesmia verrucosa ingår i släktet Adesmia och familjen ärtväxter. Inga underarter finns listade i Catalogue of Life.